# Flickan i Stadsgården
Flickan i Stadsgården är en roman från 1847 av den svenske författaren August Blanche. Handlingen utspelas i Stockholm och tar sin början i Adolf Axners barndom. August Blanche tar oss med på Adolfs äventyr som provinsialläkare och som frontkämpe mot koleran i Ryssland. Verk av Blanche har ungdomsåren som en ingrediens och han lyfter gärna fram sin åsikt att ungdomen ska släppas fria att leka så de växa upp till starka och nyttiga medborgare. Berättelsen är en kärleks/äventyrshistoria med ibland triviala inslag. August Blanche broderar i denna historia ofta ut texten och delger läsarna gärna sina egna åsikter.
Förolämpningen "luspudel" myntades av Blanche i denna bok.

## Handling
Adolf Axner bor med sina fosterföräldrar och deras barn. Fosterfadern Brundström som är kopparslagare och hans fru upptäcker tidigt att Axner är en begåvning inom skolans värld och de uppmuntrar och bekostar hans skolgång. Under ett pojkstreck tillsammans med sina vänner utsätts Axner för händelser som kommer att påverka hela hans liv. Han får en dödsfiende i murare Stork samt träffar en liten flicka som han får starka känslor för. Axner gör en snabb akademisk karriär och då den är avslutad är han doktor.